# Осредак (Цазин)
Осредак је насељено мјесто у Босни и Херцеговини, у граду Цазину, које административно припада Федерацији Босне и Херцеговине. Према попису становништва из 2013. у насељу је живјело 657 становника.

## Становништво
| Националност       | 1991.        | 1981.        | 1971.        |
| Муслимани          | 338 (53,48%) | 329 (51,72%) | 80 (17,77%)  |
| Срби               | 290 (45,88%) | 299 (47,01%) | 368 (81,77%) |
| Хрвати             | 0            | 0            | 0            |
| Југословени        | 0            | 7 (1,10%)    | 0            |
| остали и непознато | 4 (0,63%)    | 1 (0,15%)    | 2 (0,44%)    |
| Укупно             | 632          | 636          | 450          |

| Демографија | Демографија | Демографија |
| Година      | Становника  | Становника  |
| ----------- | ----------- | ----------- |
| 1961.       | 442         |             |
| 1971.       | 450         |             |
| 1981.       | 636         |             |
| 1991.       | 632         |             |
| 2013.       | 657         |             |